# 中国长春电影节
中国长春电影节（英語：Changchun Film Festival），创办于1992年，是由吉林省人民政府、中央广播电视总台主办，长春市人民政府承办的国家级电影节，包括电影评奖、电影展映、电影论坛、电影市场、群众电影文化活动，最高奖名称为金鹿奖，目前，一般在每年8月底在长春市举行。

## 历史
1992年8月23日至28日，经过近一年筹备，以“友谊、交流、发展”为宗旨的'92中国长春电影节在吉林省长春市举行，集电影、文化、商贸、旅游活动于一体，举行“长春杯”电影评选，为中国举办最早的电影节之一。以长白山梅花鹿为原型设计的“金鹿”为电影节的吉祥物。1994年起，每两年举办一届。1996年的第三届正式确立电影节最高奖项“金鹿奖”。2005年的第七届开始，长春电影节取消最佳外语片奖，定位于唯一一个以华语电影评奖为主旨的国家级电影节。
第十届中国长春电影节，首次为农村题材电影增设“金麦穗奖”评奖单元，开创中国农村题材电影评奖先河。
2018年，因国家新闻出版广电总局机构改革，由第十四届中国长春电影节起，改为由国家电影局指导，中央广播电视总台与地方政府合办，并以“新时代 新摇篮 新力量”为常设主题。
2021年起，中国长春电影节由每两年一届变更为一年一届。

## 历届概况
| 届数 | 举办日期               | 评委会主席          | 形象大使                                   |
| ---- | ---------------------- | ------------------- | ------------------------------------------ |
| 1    | 1992年8月23日至28日    | 谷长春              |                                            |
| 2    | 1994年8月23日至28日    | 滕进贤              |                                            |
| 3    | 1996年8月23日至28日    | 滕进贤 陈凯歌（副） |                                            |
| 4    | 1998年8月23日至28日    | 谢晋                |                                            |
| 5    | 2000年8月23日至26日    | 谢晋                |                                            |
| 6    | 2002年8月23日至26日    | 谢铁骊              |                                            |
| 7    | 2005年1月10日至12日    | 于洋                |                                            |
| 8    | 2006年8月23日至25日    | 吴天明              |                                            |
| 9    | 2008年7月2日至6日      | 丁荫楠              |                                            |
| 10   | 2010年8月25日至29日    | 王晓棠              | 赵薇                                       |
| 11   | 2012年8月20日至25日    | 王全安              | 黄晓明                                     |
| 12   | 2014年8月24日至31日    | 黄建新              |                                            |
| 13   | 2016年10月11日至15日   | 韩三平              | 韩庚                                       |
| 14   | 2018年9月1日至8日      | 霍建起              | 成龙、周冬雨（传承大使鹿晗）               |
| 15   | 2020年9月5日至10日     | 丁荫楠              | 刘烨（传承大使吴京）                       |
| 16   | 2021年12月21日至25日   | 尹力                | 电影大使姜武、青年大使林允、冰雪大使伊丽媛 |
| 17   | 2022年8月23日至28日    | 明振江              | 王珞丹                                     |
| 18   | 2023年8月28日至9月2日  | 黄建新              | 吴京                                       |
| 19   | 2024年8月28日至9月1日  | 李少红              | 王俊凯                                     |
| 20   | 2025年8月23日至8月28日 |                     |                                            |

## 现存奖项
- 最佳影片
- 评委会大奖
- 最佳编剧
- 最佳导演
- 最佳男演员
- 最佳女演员
- 最佳摄影
- 最佳音乐
- 最佳剪辑
- 最佳处女作

## 历届主要奖项
| 届数 | 最佳影片                   | 最佳导演                           | 最佳男演員                             | 最佳女演員                         | 最佳男配角               | 最佳女配角                              |
| ---- | -------------------------- | ---------------------------------- | -------------------------------------- | ---------------------------------- | ------------------------ | --------------------------------------- |
| 1    | 《秋菊打官司》             | 不適用                             | 不適用                                 | 不適用                             | 不適用                   | 不適用                                  |
| 2    | 《重庆谈判》               | 不適用                             | 王学圻《带轱辘的摇篮》                 | 潘虹《股疯》                       | 舒适《中国人》           | 曹熙《复活的罪恶》                      |
| 3    | 《孔繁森》《好男好女》     | 侯孝贤《好男好女》                 | 高明《孔繁森》                         | 吴倩莲《夜半歌声》                 | 黄磊《夜半歌声》         | 黄素影《天伦》                          |
| 4    | 《一代天骄成吉思汗》       | 塞夫、麦丽丝《一代天骄成吉思汗》   | 句号《惹事生非》                       | 艾丽娅《一代天骄成吉思汗》         | 陈锡煌《一只鸟仔哮啾啾》 | 宋春丽《离开雷锋的日子》                |
| 5    | 《横空出世》               | 陈国星《横空出世》                 | 李幼斌《横空出世》                     | 汤那《最后的猎鹿者》               | 姜武《洗澡》             | 陈瑾《横空出世》                        |
| 6    | 《天上草原》               | 马晓颖《世界上最疼我的那个人去了》 | 侯勇《声震长空》                       | 梅艳芳《男人四十》                 | 黄秋生《想飛》           | 黄素影（2）《世界上最疼我的那个人去了》 |
| 7    | 《张思德》                 | 杜琪峰《大事件》                   | 黎明《大城小事》                       | 田海蓉《浪漫女孩》                 | 不適用                   | 不適用                                  |
| 8    | 《太行山上》               | 陈可辛《如果·爱》                  | 郭富城《三岔口》                       | 赵薇《情人结》                     | 曾志伟《早熟》           | 宋晓英《情人结》                        |
| 9    | 《破冰》                   | 徐耿《破冰》                       | 任程伟《破冰》                         | 马伊琍《江北好人》                 | 刘小锋《盘尼西林1944》   | 唐加思《夏天，有风吹过》                |
| 10   | 《建国大业》               | 哈斯朝鲁《孟二冬》                 | 王学圻（2）《十月围城》 张家辉《证人》 | 赵薇（2）《花木兰》 惠英红《心魔》 | 孙海英《高考1977》       | 吴君如《岁月神偷》                      |
| 11   | 《辛亥革命》               | 杜琪峰（2）《夺命金》              | 雷佳音《黄金大劫案》                   | 倪萍《大太阳》                     | 郭涛《黄金大劫案》       | 焦娇《窃听风云2》                       |
| 12   | 《中国合伙人》             | 陈可辛（2）《中国合伙人》          | 黄晓明《中国合伙人》                   | 巩俐《归来》                       | 佟大为《中国合伙人》     | 索朗卓嘎《西藏天空》                    |
| 13   | 《大唐玄奘》               | 尔冬升《我是路人甲》               | 黄晓明（2）《大唐玄奘》                | 白百何《捉妖记》                   | 井柏然《失孤》           | 王珞丹《烈日灼心》                      |
| 14   | 《红海行动》《我不是药神》 | 董越《暴雪将至》                   | 徐峥《我不是药神》                     | 章子怡《罗曼蒂克消亡史》           | 王传君《我不是药神》     | 蒋璐霞《红海行动》                      |
| 15   | 《我和我的祖国》           | 杨荔钠《春潮》                     | 海拉提·哈木《远去的牧歌》              | 任素汐《半个喜剧》                 | 不適用                   | 不適用                                  |
| 16   | 《长津湖》                 | 殷若昕《我的姐姐》                 | 刘烨《守岛人》                         | 张子枫《我的姐姐》                 | 不適用                   | 不適用                                  |
| 17   | 《长津湖之水门桥》         | 薛晓路《穿过寒冬拥抱你》           | 朱一龙《穿过寒冬拥抱你》               | 马丽《这个杀手不太冷静》           | 不適用                   | 不適用                                  |
| 18   | 《流浪地球2》              | 饶晓志《万里归途》                 | 易烊千玺《满江红》                     | 倪妮《消失的她》                   | 不適用                   | 不適用                                  |
| 19   | 《志愿军：雄兵出击》       | 张艺谋《第二十条》                 | 彭昱畅《我们一起摇太阳》               | 李庚希《我们一起摇太阳》           | 不適用                   | 不適用                                  |